# Kurt Blecha
Kurt Blecha (Aussig, Tsjecho-Slowakije, 25 februari 1923 - Berlijn 1 maart 2013) was de voorzitter van het persagentschap van de Ministerraad van de DDR.
Blecha werd in 1941 lid van de NSDAP en deed dienst in de Wehrmacht. In 1943 werd hij aan het Oostfront gevangengenomen door het Rode Leger. Blecha werd tijdens zijn krijgsgevangenschap actief in het Nationalkomitee Freies Deutschland.
In 1946 werd Blecha lid van de SED en werkte tot 1952 bij de Schweriner Volkszeitung. Van 1953 tot 1989 maakte hij deel uit van de presidium van het Verband der Journalisten der DDR. Van 1953 tot 1958 was hij vicevoorzitter van het persagentschap van de Ministerraad van de DDR en van 1958 tot 1989 voorzitter.
Blecha's dochter Sigrid was getrouwd met Alexander Schalck-Golodkowski, staatssecretaris van buitenlandse handel van de DDR.

## Decoraties
- Franz-Mehring-Ehrennadel in 1957
- Vaterländischer Verdienstorden in Zilver in 1964
- Banner der Arbeit in 1970
- Vaterländischer Verdienstorden in Goud in 1983
- Ehrenspange" zum Vaterländischer Verdienstorden in Goud in 1988